# Сарецано
Сареца̀но (на италиански: Sarezzano; на пиемонтски: Sarzàn, Саръцан) е село и община в Северна Италия, провинция Алесандрия, регион Пиемонт. Разположено е на 300 m надморска височина. Населението на общината е 1205 души (към 2010 г.).